# Dragon Seed
 Dragon Seed és una pel·lícula estatunidenca de Jack Conway i de Harold S. Bucquet, estrenada el 1944 que té lloc durant la Segona Guerra Sinojaponesa per l'exèrcit imperial japonès. Per tal de respectar els imperatius comercials i les regles del Codi Hays, tots els papers principals de xinesos són interpretats per actors de raça caucasiana.

## Argument[1]
Els valors morals que mantenia una família xinesa en temps de pau s'enfonsen després de la invasió japonesa, durant la Segona Guerra Mundial. Mentrestant, els occidentals s'alien amb els xinesos per lluitar contra el seu enemic comú. En aquest context, una heroica dona xinesa liderarà la revolta contra els invasors nipons.

## Repartiment
- Katharine Hepburn: Jade Tan
- Walter Huston: Ling Tan
- Aline MacMahon: La dona de Ling Tan
- Akim Tamiroff: Wu Lien
- Turhan Bei: Lao Er Tan
- Hurd Hatfield: Lao San Tan
- J. Carrol Naish: Japanese Kitchen Overseer
- Agnes Moorehead: La dona del cosí
- Henry Travers: El Cosí
- Robert Bice: Lao Ta Tan
- Lionel Barrymore: El narrador
- Frank Puglia (no surt als crèdits): El vell empleat de Wu Lien

## Nominacions
1945
- Oscar a la millor actriu secundària per Aline MacMahon
- Oscar a la millor fotografia per 	Sidney Wagner